# Spartaco
Spartaco (in greco antico: Σπάρτακος?, Spártakos; in latino Spartacus; Tracia, 109 a.C. circa – Valle del Sele, 71 a.C.) è stato un militare romano di origine trace, che capeggiò la rivolta di schiavi nota come terza guerra servile, la più impegnativa di questo tipo che Roma dovette affrontare.

## Primi anni
Di preciso si conosce ben poco sulla sua giovinezza, se non che con ogni probabilità nacque in Tracia, presso un non ben specificato luogo sulle rive del fiume Strimone (l'odierno fiume Struma, in Bulgaria), tra il 111 ed il 109 a.C. circa, in una famiglia d'aristocratici facente parte della tribù dei Maedi. Sin da giovane militò nelle file dell'esercito romano, con cui combatté in Macedonia, e, secondo quanto riportato da Plutarco, fu sposato con una sacerdotessa della sua stessa tribù, dedita al culto di Dioniso.
Spartacus non era il suo vero nome, bensì un soprannome, datogli molto probabilmente da Lentulo Batiato, e generato forse come una latinizzazione di Sparadakos ("famoso per la sua lancia") o di Spartakos (che poteva forse indicare un particolare luogo della Tracia o il nome stesso d'un qualche sovrano leggendario della regione) o, ancora, come un possibile riferimento alla città-stato greca di Sparta, la città guerriera per antonomasia nell'immaginario antico.
La ferrea disciplina romana che dovette sopportare all'interno della milizia lo convinse, alla fine, a disertare e a tentare la fuga. Come riportato da Appiano di Alessandria, egli venne ben presto catturato, giudicato disertore e condannato, secondo la legge militare romana, alla riduzione in schiavitù, probabilmente insieme alla moglie (cosa non insolita). Appiano riporta anche la teoria secondo la quale Spartaco non fu schiavizzato per diserzione, ma perché prigioniero di guerra in quanto alleato, con la sua tribù, di Mitridate VI del Ponto durante la guerra di questi contro la Repubblica romana. La spiccata conoscenza delle tattiche legionarie romane dimostrata dal Trace nel corso della sua rivolta, però, ha fatto propendere gli storici moderni e contemporanei per un suo trascorso in qualità d'ex-legionario ausiliario.
In seguito, intorno al 75 a.C., fu destinato a fare il gladiatore; Spartaco, infatti, venne venduto a Lentulo Batiato, un lanista che possedeva una scuola di gladiatori a Capua. Secondo Plutarco, mentre era a Roma in attesa di essere venduto, una notte un serpente gli si attorcigliò intorno al viso mentre dormiva, fatto che sarebbe stato interpretato dalla sua compagna profetessa come il presagio di "una grande fortuna" oppure, secondo un'altra interpretazione del testo dello storico greco, di "una grande sventura". 
A Capua, Spartaco fu obbligato a combattere all'interno di un anfiteatro (non il più famoso anfiteatro campano ma un altro, sito nei pressi, individuato ma non dissepolto) contro belve feroci ed altri gladiatori, com'era in uso a quel tempo, per divertire popolo e aristocrazia.

## La ribellione
Esasperato dalle condizioni inumane che Lentulo riservava a lui e agli altri gladiatori in suo possesso, decise di ribellarsi a questo stato di cose e, nel 73 a.C., scappò dall'anfiteatro in cui era confinato; ma secondo Cicerone (Ad Att. VI, ii, 8) all'inizio i suoi seguaci erano molto meno di 50. Altri 70 gladiatori lo seguirono, fino al Vesuvio, prima tappa della rivolta spartachista. Sulla strada che portava alla montagna i ribelli si scontrarono con un drappello di soldati della locale guarnigione, che gli erano stati mandati incontro per catturarli.
Benché armati di soli attrezzi agricoli, coltelli e spiedi rimediati nella mensa e nella caserma della scuola gladiatoria, Spartaco e i suoi riuscirono ad avere la meglio. Una volta neutralizzato il nemico, i ribelli depredarono dei loro armamenti i cadaveri dei soldati romani caduti e si diressero ai piedi del monte in cerca di un rifugio. Spartaco fu poi eletto a capo del gruppo di ribelli assieme ai galli Enomao e Crixus (detto anche Crisso o Crixio).

### Prime fasi
Il Senato romano inviò, in rapida successione, due pretori (prima Gaio Claudio Glabro e poi Publio Varinio) in Campania con l'ordine di reprimere la rivolta. Glabro arruolò, letteralmente strada facendo, una piccola legione raccogliticcia di 3 000 unità circa, composta da uomini inesperti e non addestrati. Essendo una spedizione di repressione dei ribelli e cattura di schiavi fuggitivi non particolarmente "onorevole" dal punto di vista militare per i legionari, i quali non avrebbero neppure avuto la prospettiva di fare bottino di guerra (trattandosi in termini moderni di un'operazione di polizia militare interna), vennero arruolati per lo più uomini di basso livello.
Glabro cinse d'assedio la posizione sulla quale si erano asserragliati Spartaco e i suoi, accampandosi, senza peraltro fortificare il castrum, all'imbocco dell'unico sentiero percorribile per salire il Monte Somma. I ribelli intrecciarono delle corde utilizzando tralci di vite selvatica che crescevano spontaneamente presso il loro bivacco e, approfittando dell'oscurità si calarono da una parete rocciosa non sorvegliata, aggirando l'accerchiamento senza che le sentinelle romane se ne accorgessero e riuscendo addirittura a circondare l'accampamento romano. Forti dell'effetto sorpresa, l'attaccarono, sterminando gran parte dei legionari, mentre i sopravvissuti si davano a una precipitosa fuga in quella che viene denominata battaglia del Vesuvio. L'eco di questo successo militare, ottenuto grazie all'esperienza militare di Spartaco e alla sua sagacia tattica, fece accorrere tra le sue file un enorme numero di schiavi fuggitivi, pastori e contadini poveri dei dintorni del Vesuvio, sicché la cinta d'assedio posta intorno al vulcano fu spezzata e più legioni romane finirono per essere successivamente e nettamente sconfitte in Campania. Secondo lo storico romano Floro, oltre alle armi sottratte ai romani, i ribelli provvidero al proprio armamento fondendo il ferro delle catene spezzate degli schiavi per forgiare spade e dardi.
Tra gli elementi che probabilmente polarizzarono attorno alla figura del condottiero trace i sentimenti di rivolta di moltissimi schiavi della penisola italica vi furono le modalità con le quali Spartaco e i suoi organizzarono la comunità: il bottino di ogni razzìa veniva redistribuito in parti rigorosamente uguali per tutti; all'interno della comunità era proibito per chiunque il possesso e la circolazione di oro e argento, che dovevano essere interamente scambiati con i mercanti per ottenere il ferro e il bronzo necessari a forgiare nuove armi; tutti gli schiavi fuggitivi e quelli liberati nel corso degli attacchi alle ville rustiche romane, che fossero donne, anziani o bambini, venivano accolti nella comunità e, nei limiti delle risorse disponibili sfamati, mentre a tutti gli uomini abili veniva fornito un addestramento militare. Queste modalità organizzative, e lo stesso fatto di aver cercato di organizzare una comunità di dimensioni considerevoli e composta da gruppi di etnìa eterogenea rendono perlomeno dubbio che il proposito di Spartaco e degli schiavi ribelli potesse essere puramente e semplicemente quello di fuggire dall'Italia per raggiungere le proprie terre d'origine. Per raggiungere questo scopo con maggiori probabilità di successo sarebbe stato con ogni evidenza più logico che gli schiavi si dividessero sin dall'inizio per esfiltrare dalla penisola alla spicciolata. Gli schiavi ribelli invece formarono un esercito che fu in grado di sconfiggere almeno nove volte gli eserciti romani inviati a reprimerli. 
Il successo militare più eclatante ottenuto dai ribelli fu quello conseguito contro il pretore Publio Varinio e i suoi legati propretori, Furio e Cossinio: Spartaco non si limitò a sconfiggere i soldati, ma riuscì anche a impadronirsi dei cavalli, delle insegne delle legioni e dei fasci littori del pretore. Da questa posizione egli riuscì a dominare su tutta la ricca provincia campana.
In effetti, accadde che Cossinio si fece cogliere di sorpresa mentre faceva il bagno presso Saline, una località situata tra Herculaneum e Pompei, e a stento riuscì a salvarsi, per il momento, dal colpo di mano operato dai ribelli. Successivamente, dopo un inseguimento, Spartaco operò l'assalto finale nel quale perirono moltissimi legionari e lo stesso legato. Quindi, venne il turno di Varinio il quale, dal canto suo, aveva preso delle contromisure preventive atte a dissuadere attacchi a sorpresa del nemico. Tuttavia, la disciplina militare nel campo romano lasciava molto a desiderare: parte dei legionari era ammalata mentre la parte superstite si era ammutinata, evidentemente per l'incapacità nell'esercizio del comando militare di Varinio, oltre che per la scarsa qualità umana dei reparti a disposizione del pretore, che si vide costretto a inviare il questore Gaio Toranio, a far rapporto al Senato sull'andamento delle operazioni.
Evidentemente i consoli in carica Gaio Cassio Longino e Marco Terenzio Varrone Lucullo non avevano particolare interesse a impegnarsi in questa campagna e la sottovalutazione nei confronti di Spartaco fu la principale causa dell'espandersi del conflitto, che causò molte perdite umane ed economiche. Resosi conto di ciò, Spartaco decise di volgere la sua marcia verso sud, in direzione di Cuma, dopo essere riuscito a spezzare il tentativo di accerchiamento e successivo aggancio operato da Varinio. I ribelli spartachisti riuscirono a svernare, tra il 73 ed il 72 a.C., completamente indisturbati. Non solo con le razzie in battaglia i ribelli avevano modo di rifornirsi, ma, col tempo, riuscirono anche ad equipaggiarsi con armi fabbricate da loro stessi.
Tuttavia, il seme della discordia cominciò a serpeggiare anche nel campo di Spartaco, poiché i ribelli galli e germani, capeggiati da Crisso ed Enomao, volevano riprendere l'offensiva contro le legioni romane, mentre Spartaco, ben consapevole della resistenza e capacità di ripresa sulla lunga distanza delle milizie romane, era contrario. Infatti, si decise di estendere la rivolta anche a sud della Campania, occupando quindi la Lucania (corrispondente a quasi tutta l'attuale Basilicata, esclusa la zona di Melfi e della piana metapontina, e a gran parte dell'attuale provincia di Salerno) e il Bruzio (l'odierna Calabria).
In queste zone, contro gli ordini stessi di Spartaco, i ribelli galli e germani si abbandonarono a ogni sorta di violenza, saccheggio e devastazione: interi villaggi bruciati, donne stuprate e assassinate, bestiame depredato, ecc. Tutti i tentativi di Spartaco d'impedire questi eccidi furono vani, tanto che cominciò ad attirarsi l'odio dei suoi stessi seguaci. Gli eserciti consolari sconfitti si ritirarono a Roma per riorganizzarsi, mentre i seguaci di Spartaco decisero di puntare a nord; i consoli ingaggiarono nuovamente battaglia con i ribelli da qualche parte nella regione del Picenum (corrispondente grosso modo alle Marche meridionali ed all'Abruzzo settentrionale e centrale), venendo nuovamente sconfitti.
Nel 72 a.C. sembrò che il Senato cominciasse a prendere sul serio la rivolta spartachista, sull'ondata d'indignazione popolare che aveva sollevato la scia di sangue, saccheggi e stupri commessi dagli schiavi fuggitivi, e deliberò pertanto che i consoli di quell'anno, Lucio Gellio Publicola e Gneo Cornelio Lentulo Clodiano, schiacciassero la rivolta una volta per tutte. Mentre Spartaco proseguì la sua marcia verso settentrione, Crisso, con una maggioranza di ribelli galli e germani ai suoi ordini, si distaccò dal suo gruppo e scese in Apulia (corrispondente all'odierna Puglia, fatta esclusione della penisola salentina, ed alla zona di Melfi), ma ivi fu sconfitto da Publicola nella battaglia del Gargano. L'esito fu così disastroso che Quinto Arrio, il propretore di Gellio, riuscì, assolutamente indisturbato, ad uccidere Crisso con un pugnale.
Dopo la sua vittoria sul capo ribelle gallo, Gellio si mosse verso nord, inseguendo il gruppo principale di schiavi al comando di Spartaco, che si stava dirigendo verso la Gallia Cisalpina (corrispondente ai territori dell'Italia settentrionale compresi, grosso modo, tra il fiume Adige ad est, le Alpi a nord e nord-ovest ed il fiume Rubicone a sud); l'esercito di Lentulo si dispose in modo tale da sbarrare il passo a Spartaco, e i due consoli contavano così di intrappolare tra le loro milizie gli schiavi ribelli. Spartaco non si intimorì alla notizia della morte dell'alleato, anzi, riuscì a sconfiggere nuovamente le truppe romane, attestate in due eserciti comandati dai consoli Lucio Gellio Publicola e Gneo Cornelio Lentulo Clodiano, siti, rispettivamente, uno di qua e uno di là dell'Appennino. 
Le legioni comandate dal console Lentulo Clodiano, nel tentativo di sbarrare il passo agli insorti, sarebbero state sconfitte (estate del 72 a.C.) presso l'Appennino tosco-emiliano. L'esercito di Spartaco incappò in quello di Lentulo e lo sconfisse; poi, capovolto il fronte di battaglia, annientò anche l'esercito di Gellio, costringendo le legioni romane alla rotta. Appiano afferma che Spartaco, per vendicare la morte di Crisso, mise a morte 300 soldati romani catturati, costringendoli a combattersi l'un l'altro fino alla morte, come succedeva ai gladiatori.. Smith riporta che le competizioni di gladiatori all'interno di taluni funerali nella Repubblica romana erano considerati un grande onore; questo in accordo col passaggio di Floro che afferma «celebrò anche le esequie dei suoi ufficiali caduti in battaglia con funerali come quelli dei generali romani, e ordinò ai prigionieri di combattere presso le loro pire». Dopo questa vittoria, Spartaco si mosse verso nord con i suoi uomini (circa 120 000) alla massima velocità possibile, «avendo bruciato tutto l'equipaggiamento inutile, ucciso tutti i suoi prigionieri e macellato tutti i suoi animali da soma per rendere più rapida la sua marcia».
Spartaco ebbe la meglio anche sul governatore della Gallia Cisalpina, il proconsole Gaio Cassio Longino Varo, che gli venne incontro nei pressi di Mutina (l'attuale Modena) con un esercito di 10 000 uomini, ma fu letteralmente sbaragliato e a stento si salvò, dopo un'enorme strage di legionari romani. È un mistero come dopo questa ennesima vittoria che apriva la strada verso oltralpe, Spartaco anziché proseguire verso nord e quindi verso la libertà propria e del suo esercito si diresse inspiegabilmente verso il sud Italia, fin nel Bruzio, fermandosi nei pressi di Thurii, ove riarmò il suo esercito, attraverso razzie e saccheggi, e si scontrò nuovamente con i Romani che furono ancora una volta sconfitti.

### L'intervento di Crasso
Nel dicembre del 72 a.C., proprio mentre Spartaco rimarciava alla volta del Sud Italia, il Senato diede al propretore Marco Licinio Crasso l'incarico di reprimere la rivolta. Crasso pretese il comando su otto legioni, in modo tale da avere una schiacciante superiorità numerica sul nemico. Crasso si mosse contro Spartaco con sei legioni, cui si aggiunsero le altre due consolari ripetutamente sconfitte dai ribelli in precedenza, che le fonti, però, riferiscono essere state decimate dal loro stesso nuovo comandante. Infatti, si narra che, venuto a battaglia con l'esercito di Spartaco, Crasso sia stato sconfitto e per punizione abbia ordinato la decimazione delle legioni consolari fino all'immane cifra di ben 4 000 legionari giustiziati con il sistema della verberatio (a bastonate) per la codardia mostrata nei confronti del nemico.
Ma il principale responsabile di quest'ennesimo rovescio era stato un amico di Crasso, Mummio, che, insieme ad altri nobili, si era posto agli ordini del propretore, com'era consuetudine per la nobiltà quando s'intraprendeva qualche campagna al comando di valorosi condottieri, per mettersi in luce nelle campagne politiche. Mummio disobbedì agli ordini e attaccò Spartaco, ma questi reagì sopraffacendolo. Con l'uso della verberatio, Crasso si guadagnò più di Spartaco la paura e il timore reverenziale dei suoi uomini, ristabilendo, in questo modo alquanto sanguinario, ma non inconsueto nella storia dell'esercito romano, la disciplina e la fedeltà delle sue truppe.
Spartaco, preso in contropiede da questa manovra nemica, decise allora di salpare per la Sicilia, in modo tale da unirsi ad una rivolta di schiavi – indipendente dalla sua – scoppiata in quel momento sull'isola. Tuttavia, a causa del tradimento di alcuni pirati cilici (che si misero d'accordo con il famigerato governatore della Sicilia Gaio Licinio Verre), fu costretto a rimanere fermo, nonostante il tentativo di attraversare lo stretto a bordo di zattere improvvisate che però non riuscirono ad assicurare l'approdo, anche perché Verre aveva nel frattempo fortificato le coste nei pressi di Messina.
Crasso ordinò allora la creazione di un grande muro nella parte più stretta che separava il mar Ionio dal mar Tirreno, in prossimità dell'istmo di Catanzaro, protetto da un fossato molto largo e profondo, che, tagliando da mare a mare il Bruzio bloccasse Spartaco e non facesse arrivare rifornimenti di alcun genere alle sue truppe, tenendo, nel contempo, impegnati e ben allenati i propri legionari. Infatti, accadeva che Spartaco ricevesse aiuto da briganti, schiavi fuggitivi e disertori, ma non dai contadini o dagli abitanti delle città atterriti dalle sue imprese. Tuttavia, il Trace, dopo una serie di tentennamenti, poiché in campo aperto aveva subito dei parziali rovesci da parte dell'esercito romano, decise di forzare il blocco, facendo attraversare le sue truppe in un punto delle opere di difesa che era stato neutralizzato.

### La sconfitta

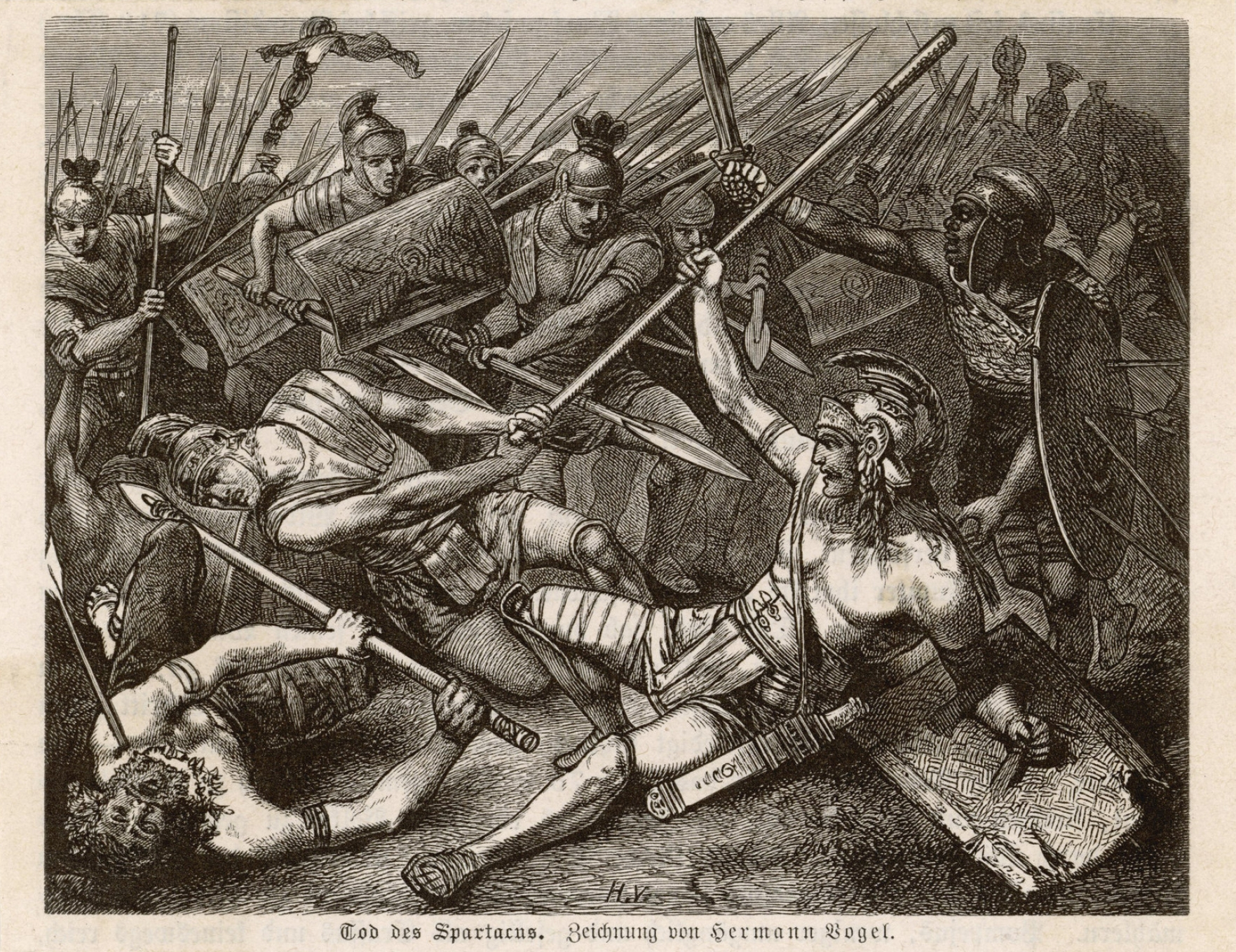
La morte di Spartaco, di Hermann Vogel

Sfondato il blocco, Spartaco si diresse verso l'Apulia, secondo alcuni perché da lì voleva salpare alla volta della Tracia, secondo altri perché voleva far insorgere gli schiavi della provincia ed inglobarli quindi nelle file del proprio esercito. Crasso, per tutta risposta, lo attaccò alle spalle, ma il capo ribelle riuscì, seppur con non poca difficoltà, a sconfiggerlo nella battaglia di Petilia. Tuttavia, a causa della stanchezza dei suoi uomini, Spartaco non poté sfruttare al meglio il suo successo, avvenuto nel gennaio del 71 a.C., anche perché l'esercito romano, ora numeroso e ben armato, costrinse il Trace prima alla fuga verso Brindisi (dove due suoi ex-alleati, Casto e Gannico, vollero muovere battaglia da soli ai romani, perdendo nettamente) e poi alla ritirata, verso la Calabria (corrispondente al Salento ed alla Piana di Metaponto).
Difatti la piana del metapontino (oggi nella provincia di Matera) è teatro del passaggio dell'esercito di schiavi e disperati di Spartaco che gli permisero di raccogliere nuovi consensi. Plutarco parla dell'arrivo di “molti mandriani e pastori della regione che, gente giovane e robusta, si unirono a essi”, e a cui fu permesso di agire liberamente, saccheggiando molti insediamenti in zona, tra le quali Heraclea (oggi Policoro) e Metapontum (oggi Metaponto), dove il gladiatore ribelle incontrò il pirata cilicio Tigrane per organizzare il sospirato imbarco da Brindisi verso la Cilicia, poi fallito per il tradimento di quest'ultimo.

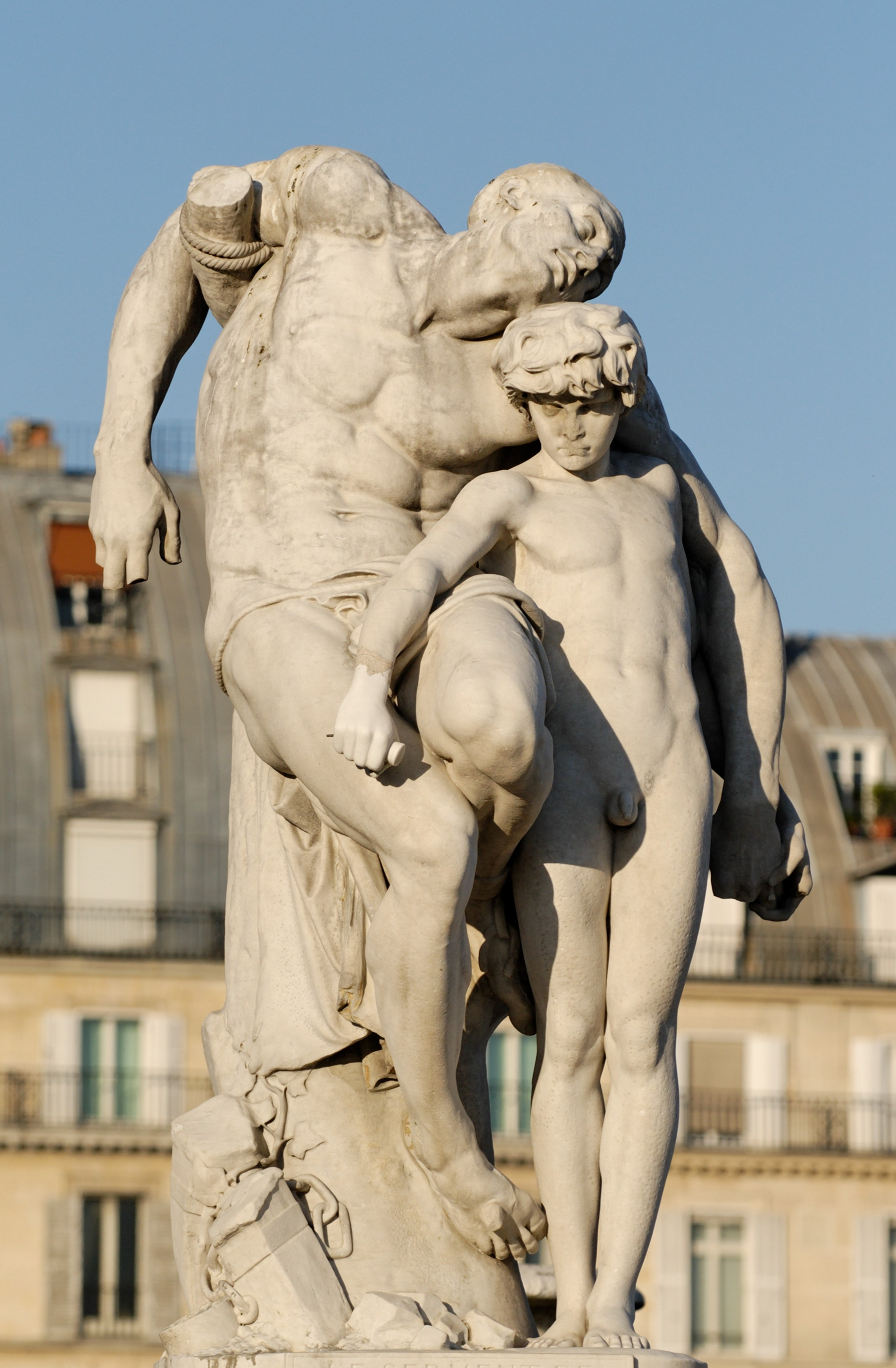
La morte di Spartaco, crocifisso lungo la via Appia (secondo una tradizione non accolta però dagli storici romani), marmo bianco di Louis-Ernest Barrias, 1871, ora a Parigi, Giardino delle Tuileries.

Il preannunciato arrivo delle truppe di Gneo Pompeo Magno e di Marco Terenzio Varrone Lucullo, proconsole di Macedonia, diede la scossa a Crasso che, a quel punto, non voleva dividere la gloria dell'impresa con i suoi rivali, anche perché a Roma si rumoreggiava sulla lunghezza della campagna stessa.
La sconfitta derivò anche a causa delle divisioni interne all'esercito di ribelli guidati da Spartaco. 
Tra i ribelli vi erano diversi gruppi, alcuni guidati dal gallo Crixus, altri guidati da Enomao da Gannico e da Casto (tutti in seguito caduti) insieme ad altri guidati dallo stesso Spartaco (che in seguito rimase solo e con un esercito ridotto), i capi di questi gruppi, in disaccordo, decisero di dividersi, dando ascolto più ai propri obiettivi personali, che al bene di tutti quelli che avevano preso parte alla rivolta. Perciò, il potente esercito diviso costituì un pericolo minore e più facile da affrontare, questa divisione andò a favore delle legioni di Crasso che si trovarono davanti un esercito sfaldato. 
I romani, in superiorità numerica rispetto ai gruppi divisi ed affrontati singolarmente, rispetto ad un enorme esercito unito, riuscirono così a conseguire la vittoria.

#### La morte di Spartaco
La battaglia finale che vide la sconfitta e la morte di Spartaco nel 71 a.C. si svolse, secondo Appiano e Plutarco, presso Petelia (forse l'odierna Strongoli, in provincia di Crotone), nel Bruzio, mentre, secondo lo storico tardo romano Paolo Orosio, nei pressi delle sorgenti del fiume Sele ("ad caput Sylaris fluminis"), site tra i territori di Caposele e Quaglietta, nell'alta valle del Sele. 
La battaglia finale fu preceduta da numerosi e cruenti scontri; Plutarco narra che Spartaco, prima di questa battaglia, uccise il suo cavallo, dicendo che se avesse vinto avrebbe avuto tutti i cavalli che voleva, ma se avesse perso "non ne avrebbe più avuto bisogno". Durante lo scontro decisivo, il Trace sarebbe andato personalmente alla ricerca di Crasso per affrontarlo direttamente; egli non riuscì a trovarlo ma si batté con grande valore, uccidendo anche due centurioni che lo avevano attaccato. Dalla narrazione di Plutarco risulta che Spartaco rimase al centro della mischia mentre i ribelli erano ormai in rotta; circondato da un numero soverchiante di legionari venne «massacrato di colpi» e morì combattendo fino alla fine.
Il suo corpo non sarebbe stato mai ritrovato.

#### Leggende sulla morte di Spartaco
Secondo una leggenda popolare, Spartaco non venne riconosciuto ma fu catturato e venne crocifisso insieme agli altri prigionieri (cosa che è alla base di molte narrazioni moderne come in Spartacus di Stanley Kubrick). Anche per Sallustio, che ne descrive la fine con toni magniloquenti, morì sul campo di battaglia. Alcuni reparti del suo esercito fuggirono e si dispersero sui monti circostanti. Crasso fece crocifiggere lungo la via Appia, da Capua a Roma, una gran parte dei prigionieri, ma secondo Sallustio non Spartaco, il cui corpo non fu più ritrovato, forse perché ormai irriconoscibile a causa dei colpi ricevuti.
Un'altra leggenda, visto il mancato ritrovamento del corpo di Spartaco, è la sua fuga insieme ad alcune migliaia di persone (riuscite a sopravvivere alla battaglia) in territori che non facevano parte dello stato romano.

#### Fine della rivolta servile
Altri reparti dell'esercito ribelle, circa 5 000 uomini, tentarono la fuga verso nord, ma vennero intercettati e spazzati via dalle truppe di Gneo Pompeo Magno, che sopraggiungeva direttamente dall'Hispania dove aveva sedato la rivolta di Sertorio. Terminava così la rivolta di Spartaco. Tuttavia rimasero vivi alcuni focolai portati avanti da seguaci del gladiatore ribelle scampati alla battaglia che si salvarono, per lo più donne e bambini, approdando in territori non sotto il dominio di Roma. Ancora nel 61 a.C. il propretore Ottavio, mentre si recava in Macedonia, di cui aveva ottenuto per sorteggio l'amministrazione dopo la pretura, annientò gli ultimi brandelli dell'esercito di Spartaco e di Lucio Sergio Catilina che si erano rifugiati a Turi.

## Popolarità dopo la morte
Secondo alcuni storici, testimoni oculari delle sue imprese, Spartaco era alto, bello, intelligente, gentile e carismatico, divenuto grazie alle sue gesta un personaggio leggendario, un emblema dell'eroe idealista capace di lottare titanicamente in nome della libertà e di sconfiggere i più forti eserciti del mondo grazie allo slancio ideale più che alle armi. Già la sua ribellione viene citata dal poeta latino Claudiano, quasi cinque secoli dopo i fatti, nel poema De bello Gothico, accostando la debolezza dei Romani del V secolo alla ignominiosa sconfitta delle forze romane per opera dello schiavo Spartaco.
Gli storici antichi erano divisi sui reali obiettivi del Trace: taluni pensarono che volesse solo riconquistare la propria libertà e vendicarsi delle angherie subite per mano dei Romani, mentre altri che volesse davvero muovere guerra alla Repubblica romana e sconfiggerla proprio grazie all'abolizione della schiavitù (sebbene la maggioranza degli storici moderni escluda questa seconda interpretazione, ritenendola fin troppo ambiziosa, i comportamenti e le scelte operate da Spartaco e dall'esercito servile, almeno stando alle testimonianze che ci sono pervenute, non troverebbero spiegazione coerente al di fuori di questa interpretazione). La sua figura mitica entrò nel pensiero politico moderno con Karl Marx, che, in una lettera del 27 febbraio 1861, così scrisse all'amico Friedrich Engels:
(Marx)

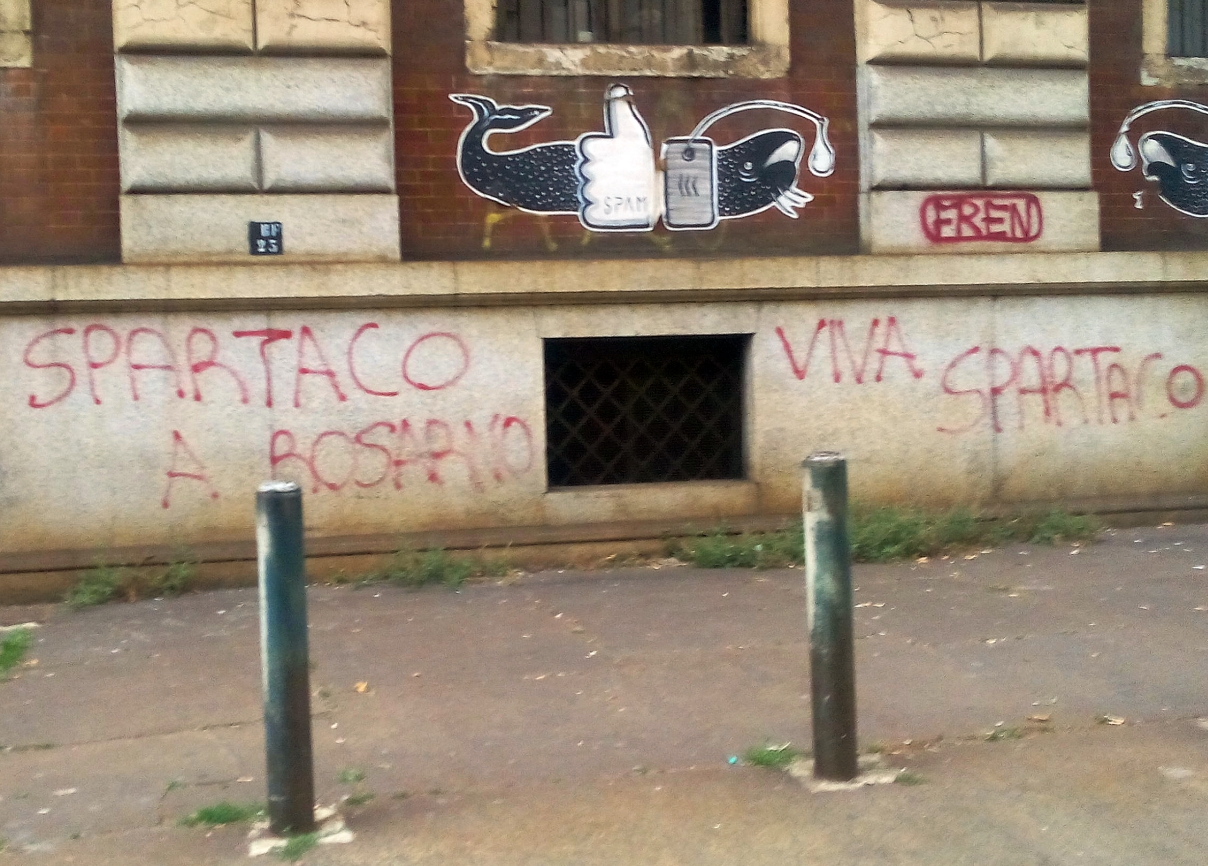
Spartaco a Rosarno: graffito a Torino che collega la figura di Spartaco con gli scontri di Rosarno del 2010

Il romanziere e garibaldino Raffaello Giovagnoli pubblica, nel 1873, il romanzo Spartaco come tributo all'eroismo garibaldino, e il romanzo stesso è stampato con una lettera di Garibaldi in prefazione, che si definisce un liberto e termina auspicando un futuro in cui non ci saranno né gladiatori né padroni. La sua figura ispirò romanzi, film, opere artistiche e alcune personalità politiche quali Rosa Luxemburg e Karl Liebknecht che nel 1916 fondarono la Lega di Spartaco e che vennero definiti appunto "spartachisti".
In epoca sovietica il nome Spartak venne adottato dalla grande società polisportiva delle organizzazioni sindacali del governo. Inoltre anche una stazione della metropolitana di Mosca è denominata Spartak.
La città di Roma ha dedicato al suo antico nemico una strada e una piazza: viale Spartaco e largo Spartaco, al quartiere Tuscolano.

## Adattamenti cinematografici e televisivi
- Spartaco, film diretto da Giovanni Enrico Vidali (1913)
- Spartaco, film diretto da Riccardo Freda (1953)
- Spartacus, film diretto da Stanley Kubrick (1960)
- Spartacus, film televisivo di Robert Dornhelm (2004)
- Spartaco, serie animata di Mondo TV (2005)
- Spartacus, serie televisiva statunitense (2010-2013)
- Spartacus - Gli dei dell'arena, miniserie televisiva statunitense (2011)

## Opere letterarie e storiche
- Raffaello Giovagnoli, Spartaco. Racconto storico del secolo VII dell'era romana, Milano, Paolo Carrara Editore, 1882,  p. 908.
- Ippolito Nievo, Spartaco. Tragedia inedita, Casa editrice Rocco Carabba, 1919,  p. 150, ISBN non esistente.
- Alessandro Manzoni, Tragedie (Il Conte di Carmagnola, Adelchi, "Spartaco" ), traduzione di Introduzione e note di Pietro Egidi, Collezione di classici italiani, UTET - Unione Tipografico-Editrice Torinese, 1926,  p. 248, ISBN non esistente.
- Howard Fast, Spartaco, traduzione di Sergio Borelli, collana La Giraffa, Milano, Cooperativa del Libro Popolare, 1953,  p. 381, ISBN non esistente.
- Arthur Koestler, I Gladiatori, traduzione di Giorgio Monicelli, Mondadori, 1959,  p. 382, ISBN non esistente.
- Mario Dogliani (a cura di), Spartaco. La ribellione degli schiavi, Baldini & Castoldi, Milano, 1997, ISBN 88-8089-223-1
- Steven Saylor, Lo schiavo di Roma, traduzione di F. Villari Gerli, collana Narrativa Nord, Editrice Nord, 24 gennaio 2008,  p. 369, ISBN 978-88-429-1484-6.
- Barry Strauss, La guerra di Spartaco, traduzione di L. Argentieri, Economica Laterza, Laterza, 3 febbraio 2011,  p. 276, ISBN 978-88-420-9562-0.
- Lewis Grassic Gibbon, Spartacus. Il gladiatore che sfidò l'impero, traduzione di Federica Alessandri, LIT - Libri in Tasca, LIT - Libri in Tasca, 26 settembre 2012,  p. 312, ISBN 978-88-658-3080-2.
- Giovanni Brizzi, Ribelli contro Roma. Gli schiavi, Spartaco, l'altra Italia, Il Mulino, 2 novembre 2017,  p. 231, ISBN 978-88-152-7378-9.
- Giuseppe Bifolchi, Spartaco, la rivolta che dura.
- Aldo Schiavone, Spartaco. Le armi e l'uomo, Einaudi, Torino, 2011, ISBN 978-88-06-19667-7
- Theresa Urbainczyk, Spartaco, traduzione di B. Forino, Bologna, Il Mulino, 2015, ISBN 9788815254313

## Opere musicali
- Aram Il'ič Chačaturjan, Spartak.

## Opere filosofiche
- Furio Jesi, Spartaco. Simbologia della rivolta, 2000 (postumo).